# 권현미
권현미(權賢美, 1977년 4월 30일 ~ )는 대한민국의 제8대 경기도 평택시의원이다.

## 학력
- 한경국립대학교 공공정책대학원 사회사업학과 석사 졸업

## 경력
- 장당초등학교 학교폭력자치위원회 위원장
- 장당초등학교 운영위원회 부운영위원장
- 경기도 평택시·오산시 이이쿱 소비자 협동조합 이사
- 경기도 평택시 협치회의 실무위원
- 경기도 평택시 발전기획위원회 자문위원
- 환경문제해결을 위한 평택시민연대 공동대표
- 경기도 평택 건강과 생명을 지키는 사람들 사무국장
- 민주평화통일자문회의 평택시 협의회 자문위원
- 대통령직속 통일자문기구 민주평화통일자문회의 자문위원
- 더불어민주당 경기도당 평택시 갑 지역위원회 대의원
- 국민주권선거대책위원회 조직특보
- 더불어민주당 경기도당 평택시 갑 지역을지로 위원회 위원장.
- 중앙선거대책위원회 직능본부 여성노동자 권익증진 특별위원회 부위원장
- 더불어민주당 경기도당 평택시 갑 선거대책위원회 선거부위원장
- 대통령 선거 중앙선거대책위원회 국민참여본부 국가정책자문단 자문위원
- 2020.04 ~ 2022.06 제8대 경기도 평택시의회 의원
- 2020.04 ~ 2020.07 제8대 경기도 평택시의회 전반기 산업건설위원회 위원
- 2020.04 ~ 2020.07 제8대 경기도 평택시의회 전반기 예산결산특별위원회 위원
- 2020.07 ~ 2022.06 제8대 경기도 평택시의회 후반기 예산결산특별위원회 위원

## 수상
- 제19대 대통령 선거 승리 기여 공로 표창장

## 역대 선거 결과
|  | 51.86% |

|  | 14.55% |